# Guillermo Bofill

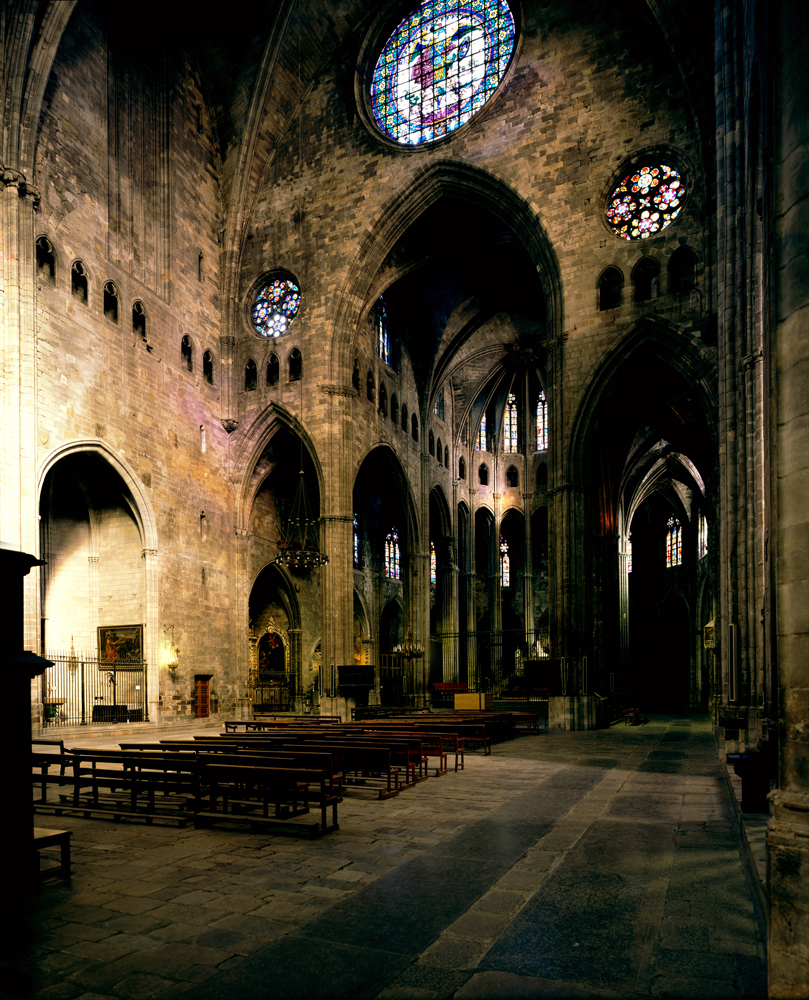
Interior de la Catedral de Gerona.

Guillermo Bofill o Guillem Bofill (segunda mitad del siglo XIV-1427) fue un maestro de obras catalán. Comenzó trabajando como cantero en las obras de la iglesia de San Félix de Gerona (1381-1383), pasando después a las de la Catedral de Gerona. En 1404 fue nombrado maestro mayor de esa catedral. En 1416 promovió, apoyado por el obispo Dalmau de Mur, la segunda junta de arquitectos que debía decidir la forma de continuar las obras, donde impuso su criterio de hacerlo con una nave única que aumentara extraordinariamente la altura de la cabecera ya construida, así como la diafanidad del espacio. Su proyecto fue aprobado en 1417. Las obras continuaron bajo su dirección hasta 1427, probablemente la fecha de su muerte.
En Gerona se ha dado su nombre a una calle (41°58′35″N 2°48′37″E / 41.9764164, 2.8103323).